# 호르토바지 국립공원

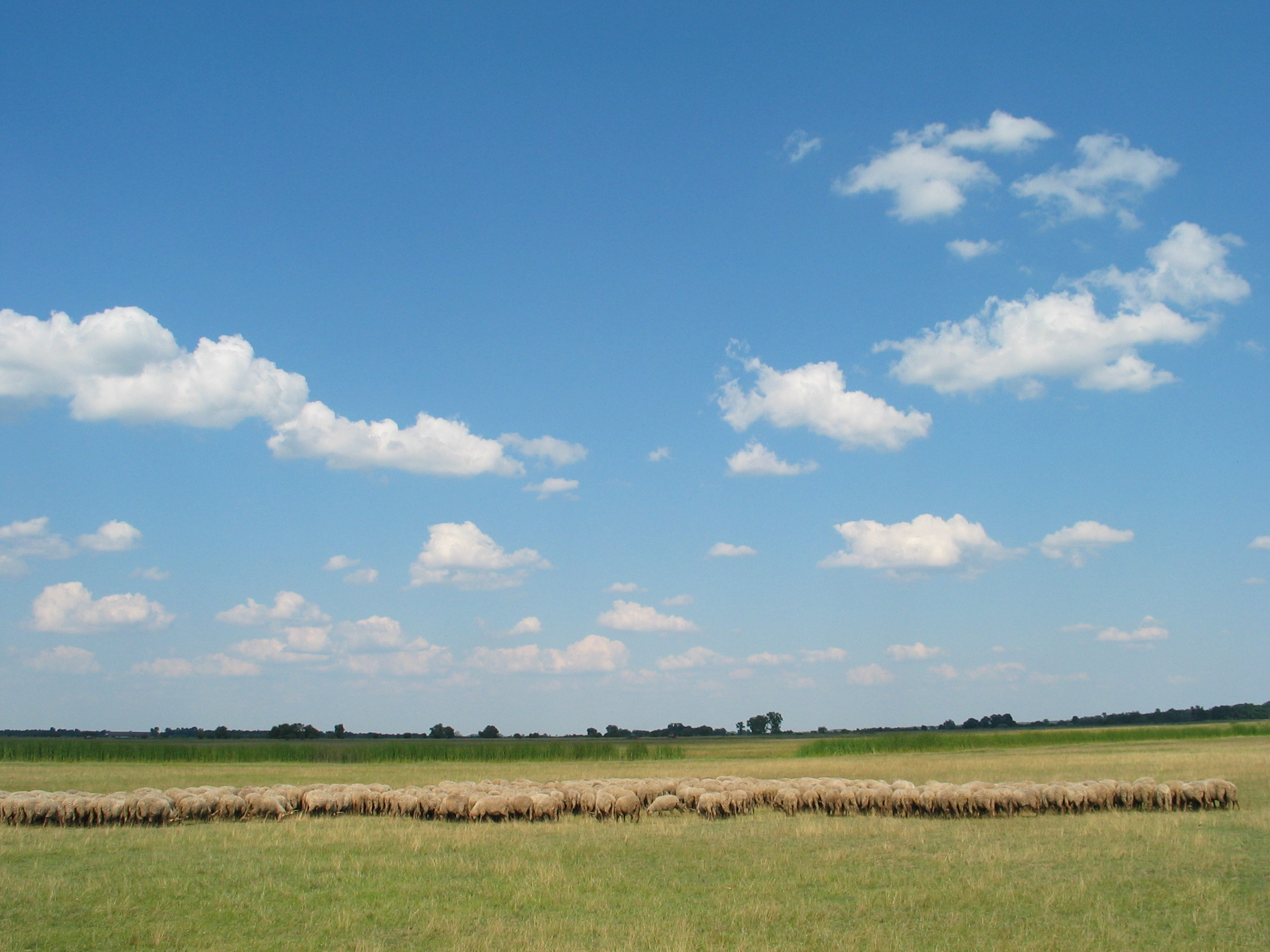
호르토바지 국립공원

호르토바지 국립공원(헝가리어: Hortobágy)은 헝가리 동부의 대평원에 위치한 국립공원으로, 거의 자연에 가까운 스텝 초원으로 이루어져 있다. 유네스코 세계문화유산에 등록되어 있으며 람사르 습지로서 보호받는다.

## 같이 보기
- 헝가리 대평원